# Dydona
Dydona (Elissa; łac. Dido, poetycka forma Didona pochodzi od Wergiliusza) – według Eneidy legendarna założycielka Kartaginy i jej pierwsza królowa.
Według przekazu starożytnych historyków Timajosa i Pompejusza Trogusa w IX wieku p.n.e. z Tyru miała zbiec grupa jego mieszkańców na północne wybrzeża Afryki, niedaleko fenickiej kolonii Utyki. Przywódczynią kolonistów była Dydona (zwana też Eliszą lub Elissą), która uciekła, ponieważ jej brat Pigmalion zabił jej męża Acharbasa (w Eneidzie: Sycheusza lub Sycheja). W jej otoczeniu znajdowali się bogaci Fenicjanie (nie jest wyjaśnione dlaczego, prawdopodobnie to oni uciekali), w drodze zatrzymali się na Cyprze, skąd zabrano arcykapłana i dużą grupę dziewcząt. Gdy wysiedli na ląd, otoczyli ich miejscowi Numidyjczycy i zaczęły się pertraktacje. Ostatecznie Dydonie użyczono takiego skrawka ziemi na wybrzeżu, jaki obejmie skóra wołu. Dydona pocięła więc ją na wąskie paski i objęła nimi miejsce, na którym wzniesiono Byrsę (stgr. βύρσα – skóra) – akropol Kartaginy. Imię Elissy zostało zmienione przez tubylców na Dydona, co oznacza „wędrowniczka”. Wcześniejsze imię pochodzi od fenickiego bóstwa Ela – być może więc Elissa była w Fenicji jego kapłanką.
Gdy założone przez nią miasto rozkwitło, chciwy jej bogactw Jarbas (Iarbas, Ἰάρβας) poprosił o jej rękę, grożąc w razie odmowy wojną. Aby uniknąć małżeństwa z barbarzyńskim królem i pozostać wierną zamordowanemu mężowi, Dydona wstąpiła na zapalony stos i przebiła się mieczem).

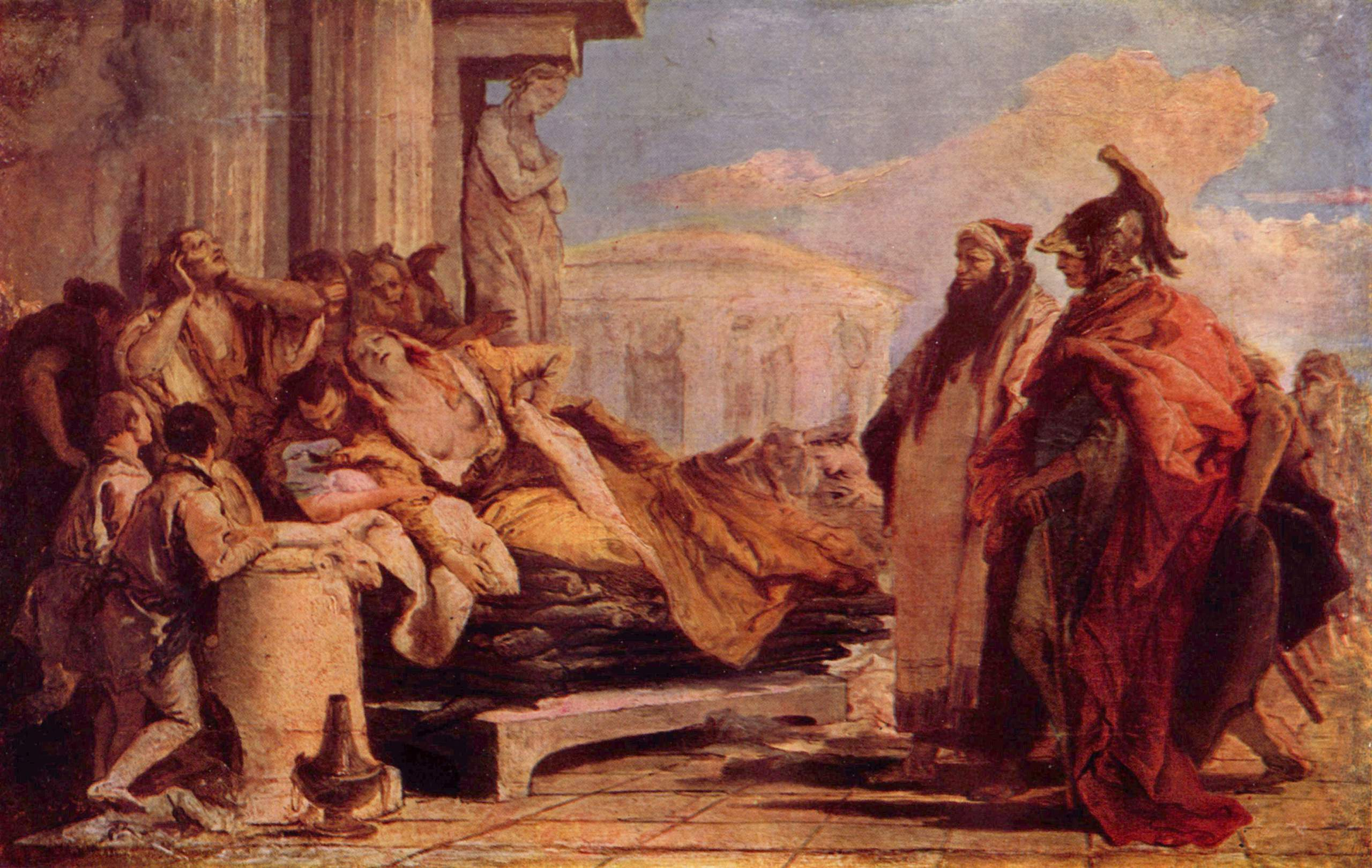
Śmierć Dydony (mal. Giovanni Battista Tiepolo)

Wergiliusz w Eneidzie cofnął legendę o Dydonie do czasów Eneasza. Tam Dydona odbiera sobie życie na stosie, gdy na rozkaz Jowisza opuszcza ją umiłowany Eneasz.
Motyw porzucenia Dydony wykorzystany został przez Domenico Sarro w operze Didone abandonnata (1724). Postać jej pojawia się również w operach: Henry’ego Purcella – Dydona i Eneasz oraz Hectora Berlioza – Trojanie.